# Tuffi ai Giochi della XXXII Olimpiade - Piattaforma 10 metri maschile
La gara dei tuffi dalla piattaforma 10 metri maschile dei Giochi della XXXII Olimpiade di Tokyo è stata disputata il 6 e 7 agosto 2021 presso il Tokyo Aquatics Centre. Vi hanno partecipato 29 atleti provenienti da 18 nazioni. La gara si è svolta in tre turni, in ognuno dei quali l'atleta ha eseguito una serie di sei tuffi.
La competizione è stata vinta dal tuffatore cinese Cao Yuan, mentre l'argento e il bronzo sono andati rispettivamente all'altro cinese in gara Yang Jian e al britannico Tom Daley. Durante la finale il sesto tuffo di Yang Jian ha ottenuto un punteggio di 112,75, il più alto della storia dei tuffi ai Giochi olimpici.

## Programma
| Data          | Ora (UTC+9) | Turno       |
| ------------- | ----------- | ----------- |
| 6 agosto 2021 | 15:00       | Preliminari |
| 7 agosto 2021 | 10:00       | Semifinale  |
| 7 agosto 2021 | 15:00       | Finale      |

## Risultati

### Preliminari e semifinale
| Pos. | Atleta                    | Nazione       | Preliminari | Preliminari | Semifinale      | Semifinale      | Semifinale      |
| Pos. | Atleta                    | Nazione       | Punti       | Pos.        | Punti           | Pos.            | Nota            |
| ---- | ------------------------- | ------------- | ----------- | ----------- | --------------- | --------------- | --------------- |
| 1    | Cao Yuan                  | Cina          | 529,30      | 2           | 513,70          | 1               | Q               |
| 2    | Yang Jian                 | Cina          | 546,90      | 1           | 480,85          | 2               | Q               |
| 3    | Oleksandr Bondar          | ROC           | 513,85      | 3           | 464,10          | 3               | Q               |
| 4    | Tom Daley                 | Gran Bretagna | 453,70      | 4           | 462,90          | 4               | Q               |
| 5    | Viktor Minibaev           | ROC           | 391,95      | 14          | 447,50          | 5               | Q               |
| 6    | Cassiel Rousseau          | Australia     | 423,55      | 8           | 444,10          | 6               | Q               |
| 7    | Oleksij Sereda            | Ucraina       | 435,90      | 6           | 416,05          | 7               | Q               |
| 8    | Rikuto Tamai              | Giappone      | 374,25      | 16          | 413,65          | 8               | Q               |
| 9    | Jordan Windle             | Stati Uniti   | 390,05      | 15          | 409,80          | 9               | Q               |
| 10   | Brandon Loschiavo         | Stati Uniti   | 403,85      | 11          | 409,75          | 10              | Q               |
| 11   | Andrés Villarreal         | Messico       | 410,30      | 9           | 405,55          | 11              | Q               |
| 12   | Kawan Figueredo Pereira   | Brasile       | 371,65      | 17          | 400,40          | 12              | Q               |
| 13   | Nathan Zsombor-Murray     | Canada        | 443,85      | 5           | 397,85          | 13              |                 |
| 14   | Rafael Quintero           | Porto Rico    | 396,90      | 12          | 397,55          | 14              |                 |
| 15   | Kim Yeong-taek            | Corea del Sud | 366,80      | 18          | 374,90          | 15              |                 |
| 16   | Woo Ha-ram                | Corea del Sud | 427,25      | 7           | 374,50          | 16              |                 |
| 17   | Timo Barthel              | Germania      | 395,70      | 13          | 364,50          | 17              |                 |
| 18   | Sebastián Villa Castañeda | Colombia      | 407,30      | 10          | 341,40          | 18              |                 |
| 19   | Rylan Wiens               | Canada        | 366,70      | 19          | Non qualificati | Non qualificati | Non qualificati |
| 20   | Isaac de Souza Filho      | Brasile       | 339,30      | 20          | Non qualificati | Non qualificati | Non qualificati |
| 21   | Jaden Eikermann           | Germania      | 330,75      | 21          | Non qualificati | Non qualificati | Non qualificati |
| 22   | Óscar Ariza               | Venezuela     | 327,05      | 22          | Non qualificati | Non qualificati | Non qualificati |
| 23   | Mohab El-Kordy            | Egitto        | 318,55      | 23          | Non qualificati | Non qualificati | Non qualificati |
| 24   | Iván García               | Messico       | 316,95      | 24          | Non qualificati | Non qualificati | Non qualificati |
| 25   | Reo Nishida               | Giappone      | 314,30      | 25          | Non qualificati | Non qualificati | Non qualificati |
| 26   | Jonathan Chan             | Singapore     | 311,15      | 26          | Non qualificati | Non qualificati | Non qualificati |
| 27   | Noah Williams             | Gran Bretagna | 309,55      | 27          | Non qualificati | Non qualificati | Non qualificati |
| 28   | Sam Fricker               | Australia     | 306,50      | 28          | Non qualificati | Non qualificati | Non qualificati |
| 29   | Matthieu Rosset           | Francia       | 275,70      | 29          | Non qualificati | Non qualificati | Non qualificati |

### Finale
| Pos.    | Atleta                  | Nazione       | T1     | T2    | T3    | T4    | T5     | T6     | Punti  |
| ------- | ----------------------- | ------------- | ------ | ----- | ----- | ----- | ------ | ------ | ------ |
| Oro     | Cao Yuan                | Cina          | 102,00 | 81,60 | 97,20 | 97,20 | 101,75 | 102,60 | 582,35 |
| Argento | Yang Jian               | Cina          | 90,10  | 94,50 | 89,25 | 91,20 | 102,60 | 112,75 | 580,40 |
| Bronzo  | Tom Daley               | Gran Bretagna | 98,60  | 91,20 | 91,80 | 80,50 | 94,35  | 91,80  | 548,25 |
| 4       | Oleksandr Bondar        | ROC           | 75,20  | 91,80 | 85,75 | 81,00 | 94,35  | 86,40  | 514,50 |
| 5       | Viktor Minibaev         | ROC           | 68,80  | 91,80 | 91,80 | 73,80 | 83,25  | 86,40  | 495,85 |
| 6       | Oleksij Sereda          | Ucraina       | 83,20  | 79,20 | 88,20 | 56,10 | 75,00  | 80,00  | 461,70 |
| 7       | Rikuto Tamai            | Giappone      | 72,00  | 86,40 | 75,85 | 86,40 | 35,70  | 75,60  | 431,95 |
| 8       | Cassiel Rousseau        | Australia     | 57,60  | 61,20 | 74,25 | 76,50 | 72,00  | 88,80  | 430,35 |
| 9       | Jordan Windle           | Stati Uniti   | 68,80  | 72,60 | 39,60 | 88,80 | 69,70  | 68,40  | 407,90 |
| 10      | Kawan Figueredo Pereira | Brasile       | 60,80  | 79,20 | 46,20 | 79,55 | 56,10  | 72,00  | 393,85 |
| 11      | Brandon Loschiavo       | Stati Uniti   | 67,20  | 59,40 | 48,60 | 69,70 | 66,60  | 72,15  | 383,65 |
| 12      | Andrés Villarreal       | Messico       | 67,20  | 59,40 | 59,50 | 42,50 | 72,15  | 81,00  | 381,75 |